# 圣西罗镇
圣西罗镇（義大利語：Borgo San Siro）是意大利帕维亚省的一个市镇。总面积17平方公里，人口1114人，人口密度65.5人/平方公里（2009年）。国家统计（ISTAT）代码为018018。